# Szerető Krisztofer
Szerető Krisztofer (Budapest, 2000. január 10.–) magyar utánpótlás válogatott labdarúgó, a Budafok csatára.

## Pályafutása

### Klubcsapatokban
Szerető Krisztofer Budapesten született, pályafutását a Budapest Honvéd akadémiáján kezdte. 2015 decemberében Schön Szabolccsal és Pisont Patrikkal próbajátékon vett részt a holland Ajax Amszterdamnál. 2016 nyarán az akkor angol élvonalbeli Stoke City igazolta le.
Az angol klubnál az utánpótlás csapatoknál számítottak játékára. A Stoke U18-as együttesében rendszeres játéklehetőséget kapott, 2018-ban pedig már az U23-as korosztálynak kiírt Premier League 2-ben lépett pályára. 2017 novemberében látványos gólt szerzett a Manchester United ellen az U18-as csapatban.
2019 januárjában a Ferencvárosi TC szerződtette. AZ FTC-nél eltöltött idő alatt többször is kölcsönbe került Soroksárra. 2022 nyarán az NB II-ben szereplő Nyíregyháza szerződtette, ahonnan egy év elteltével távozott, hogy a szintén másodosztályú Budafokban folytassa pályafutását.

### A válogatottban
Szerető tagja volt a 2017-es U17-es labdarúgó-Európa-bajnokságra kijutott magyar csapatnak, mellyel a tornán a negyeddöntőig jutott. A skótok elleni 1–1-es döntetlen alkalmával látványos szabadrúgásgólt szerzett.

## Sikerei, díjai

### Klubcsapatokban
Ferencváros
- Magyar bajnok (2): 2018–19,[10] 2019–20[11]

### A válogatottban
Magyarország U17
- U17-es Európa-bajnokság 6. hely : 2017